# Mount Zanuck
Mount Zanuck ist ein rund 8 km langer Berg im Königin-Maud-Gebirge, der in ostwestlicher Ausrichtung von drei scharfgratigen Gipfeln von bis zu 2525 m Höhe überragt wird. Er erhebt sich an der Südflanke des Albanus-Gletschers, wo dieser in den Scott-Gletscher übergeht und ist der höchste Berg der Gruppe der Gothic Mountains. Sein östlicher Gipfel trägt den Namen Zanuck East Peak.
Entdeckt wurde er durch den US-amerikanischen Polarforscher Richard Evelyn Byrd beim Südpolflug im November 1929 im Rahmen dessen erster Antarktisexpedition (1928–1930). Bei Byrds zweiter Antarktisreise (1933–1935) besuchte ihn die geologische Mannschaft um Quin Blackburn (1900–1981). Byrd benannte ihn nach dem Hollywood-Produzenten Darryl F. Zanuck (1902–1979), der Byrds zweite Expedition in die Antarktis unterstützt hatte und später die United States Antarctic Service Expedition (1939–1941) mit Filmprojektoren ausstattete.